# Soldados de Salamina (película)
Soldados de Salamina es una película realizada por el director y guionista español David Trueba en 2002 y estrenada en España el 21 de marzo de 2003, basada en la novela homónima del escritor Javier Cercas, ambientada en la guerra civil española.
La película llevó a cabo algunas modificaciones argumentales, como el cambio de sexo del personaje principal, siendo esta una mujer en lugar de un hombre (Ariadna Gil, interpretando el papel de Lola, en lugar del propio Javier Cercas) y un alumno suyo quien le ayuda a acabar su novela (Diego Luna, interpretando a Gastón, en lugar del escritor Roberto Bolaño). Al tiempo pretende dar un aire más "liberal" al argumento de la novela, oscureciendo el personaje de Rafael Sánchez Mazas (falangista). Fue elegida por España para representarla en los Premios Oscar, ganando a Al sur de Granada y Hotel Danubio.

## Argumento
La novelista Lola Cercas recibe como encargo escribir en un periódico sobre la guerra civil española. Cuando investiga, descubre el intento de fusilamiento del falangista Rafael Sánchez Mazas y empieza a interesarse por ello.

## Reparto
- Ariadna Gil (Lola)

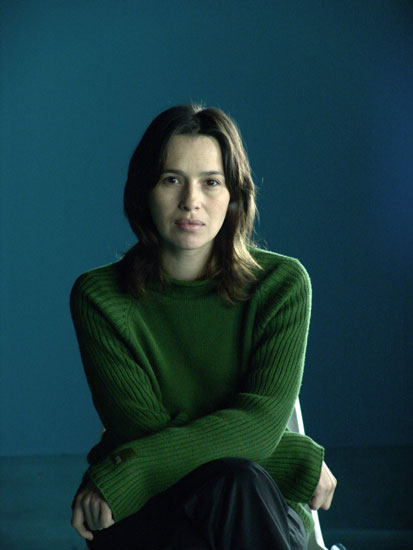
Ariadna Gil interpreta el personaje de Lola Cercas, protagonista de la película y versión cinematográfica de Javier Cercas, el autor de la novela.

- Ramon Fontserè (Rafael Sánchez Mazas)
- Joan Dalmau (Miralles)
- María Botto (Conchi)
- Diego Luna (Gastón)
- Alberto Ferreiro (Joven miliciano)
- Lluís Villanueva (Miquel Aguirre)

También aparecen en la película varios personajes interpretándose a sí mismos, que tuvieron que ver con la historia real:
- Chicho Sánchez Ferlosio, hijo de Rafael Sánchez Mazas.[3][nota 1]
- Daniel Angelats
- Joaquim Figueras
- Jaume Figueras, hijo de Pere Figueras y sobrino de Joaquim Figueras, dos de «los amigos del bosque» que ayudaron a Sánchez Mazas cuando escapó del fusilamiento. Propietario de la libreta donde Sánchez Mazas escribió dicha huida.[5]

## Preproducción

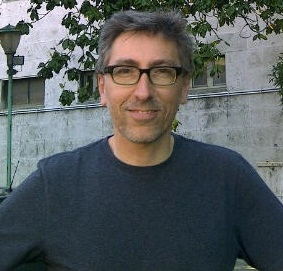
David Trueba en 2012, director y guionista de la película, y amigo del escritor Javier Cercas.

David Trueba fue uno de los primeros amigos de Javier Cercas en recibir en 2001 una copia de su nueva novela, Soldados de Salamina. Para junio de ese año, antes que la obra se convirtiera en un éxito, Trueba ya había decidido llevarla al cine. La decisión definitiva la tomó luego de reunirse con Cercas en la presentación de su libro en Cornellá del Terri, a la que asistieron varios personajes involucrados en la novela, como Miquel Aguirre, Jaume Figueras, María Ferré y Guillem Terribas, y donde además pudo conocer a «los amigos del bosque» en persona: Daniel Angelats, Pere Figueras y Joaquim Figueras.
Trueba se documentó leyendo numerosos libros y testimonios acerca de la guerra civil española, incluyendo la obra de Sánchez Mazas, uno de los escasos ejemplares de Yo fui asesinado por los rojos de Pascual Aguilar, así como entrevistando a parientes cercanos de personas que la vivieron. Trueba estaba más interesado en las historias personales de aquellos que vivieron la guerra que de la guerra en un contexto más general, vista como un todo. Por ello se propuso evitar escenas explícitas de la Guerra, así como el uso de símbolos recurrentes como uniformes, banderas, cánticos, discursos, etc. Pese a la enorme cantidad de información que recolectó, su fuente principal no dejó de ser la misma novela.
Trueba además fue a ver las distintas localizaciones mencionadas en la novela.
De acuerdo con su propia lectura de la novela, Trueba sostuvo que el verdadero protagonista era el narrador, y no Sánchez Mazas ni Miralles. Por ello debía ser el personaje Cercas el protagonista de la película. También decidió estructurar la historia en tres partes: la primera es el planteamiento, motivación y encuentros que gatillan la búsqueda del escritor; la segunda es la búsqueda del escritor enfocada en Sánchez Mazas, que se vuelve finalmente inútil; y la tercera parte se enfoca en la búsqueda de Miralles. Una primera versión del guion ya estaba completa cuando apareció la positiva crítica de la obra escrita por Mario Vargas Llosa, que proyectó explosivamente la popularidad de la obra.
La idea de que el personaje de Javier Cercas fuese interpretado por una mujer se la dio inicialmente su amigo, el director de cine Agustín Díaz Yanes, quien le sugirió a la actriz Victoria Abril. El que el protagonista fuese una mujer en lugar de un hombre para Trueba significaba una mayor tensión en distintos aspectos de la historia. Abril leyó el guion, inicialmente aceptó el papel e incluso se reunieron un par de veces para hablar del personaje, pero al cabo de un mes tuvo que abandonar pues le ofrecieron otra película mejor remunerada en las mismas fechas de rodaje. Por entonces Trueba había acompañado a su pareja de entonces, la actriz Ariadna Gil, a grabar en México La virgen de la lujuria. El director de esta película, Arturo Ripstein, le instó a que le pidiera a Gil que hiciera el papel, con quien ya había trabajado en Obra maestra.
Para el personaje de Conchi, a quien como Cercas, Trueba consideraba fundamental dentro de la película, recurrió a María Botto, a quien sólo había visto en las películas Si te dicen que caí y Celos, ambas dirigidas por Vicente Aranda. Para el personaje de Rafael Sánchez Mazas recurrió al actor de teatro Ramon Fontserè, con quien se contactó inicialmente a través de la directora de producción de la película, Jessica Berman, quien asistió en Gerona a la presentación de su libro Tres pies al gato: diario de un actor donde contaba su proceso de interpretación de Salvador Dalí en la obra Daaalí. Fontseré no tenía experiencia en el cine, pero Trueba quería un rostro que fuera poco conocido en la pantalla grande, y que además se tratara de una persona que llevara una vida más bien aislada y tranquila. Trueba decidió cambiar al personaje de Roberto Bolaño por varias razones: como se trataba de un papel importante en la historia, quería que lo hiciera un actor profesional; tampoco quería molestarlo, ni que en la película aparecieran demasiados escritores; y además, a diferencia de la novela, el personaje no podía aparecer casi al final de la película, sino que la transición del encuentro entre Lola Cercas y Miralles debía extenderse desde antes. Por todo ello eligió a Diego Luna, cuya nacionalidad mexicana se justificaba por la gran cantidad de inmigrantes españoles que México acogió durante la guerra civil española. Luna le había pedido a Trueba utilizar su personaje de Matías del libro Abierto toda la noche para hacer un cortometraje en México, y Trueba le pidió a cambio que actuara en la película, a lo que accedió sin problemas. En cuanto al personaje de Miralles, Trueba originalmente había pensado en Paco Rabal, pero falleció antes de comenzar el rodaje; entonces barajó la posibilidad de Fernando Fernán Gómez, pero la descartó pues decidió que lo mejor sería que se tratase de una cara poco conocida; luego probó con un cartelista, Carles Fontseré de Porqueras, pero el papel era muy complejo para una persona que no fuera un actor; se reunió con Lucio Urtubia, pero era demasiado joven para el papel, y luego de eso fue al cámping Estrella de Mar de Castelldefels en busca del verdadero Miralles, pero se enteró de que este aparentemente había fallecido alrededor de 1992. Finalmente, Trueba se decidió para el papel por el actor de teatro catalán Joan Dalmau, en quien había pensado originalmente para representar al padre de Lola Cercas.

## Rodaje

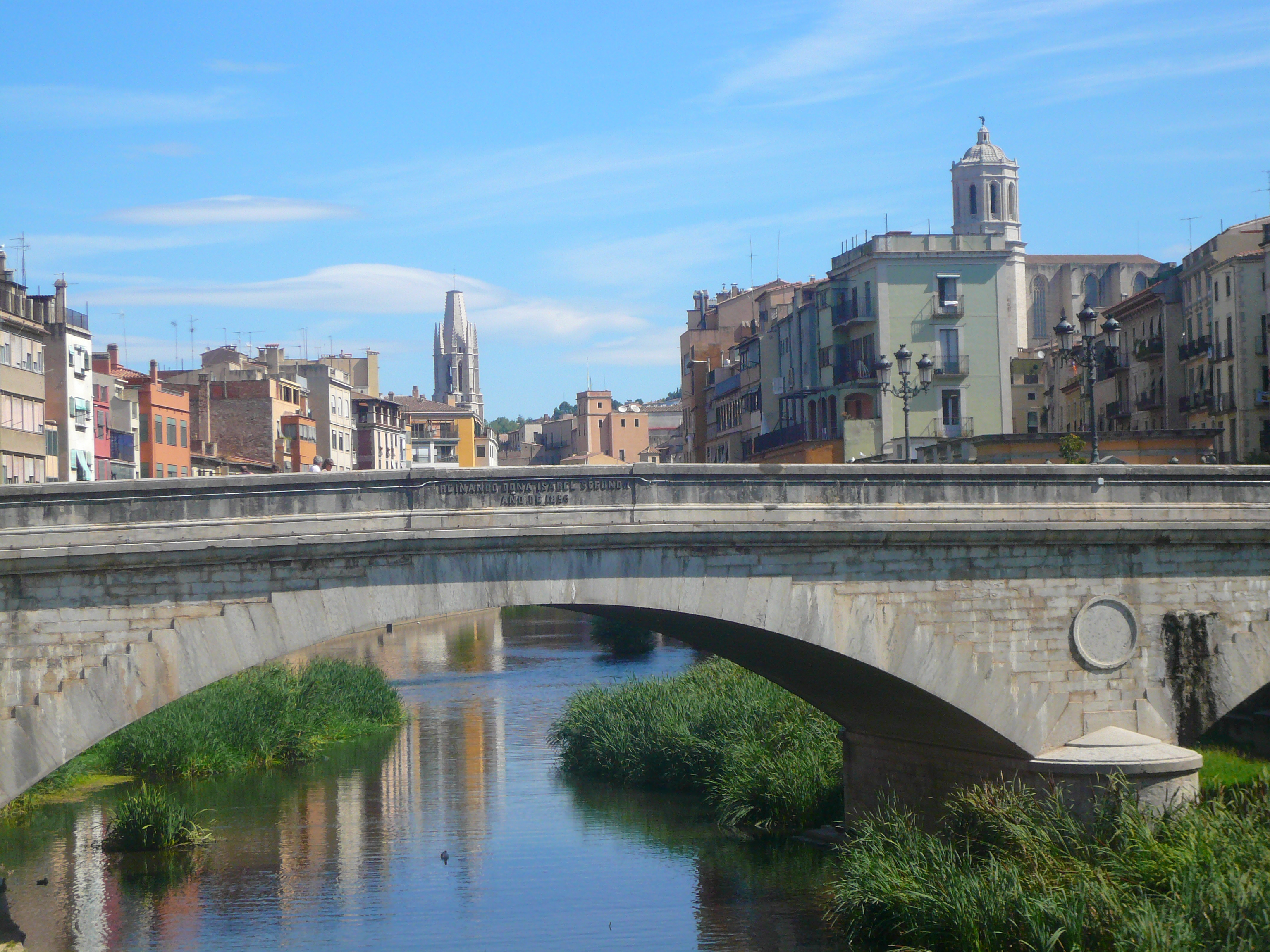
El puente de Gerona fue una de las localizaciones de la película.

La película se comenzó a rodar en marzo de 2002, cuando la novela ya era un éxito de crítica y de ventas, y el rodaje duró once semanas. Muchos días de rodaje contaron con la presencia de Javier Cercas, quien asistió fundamentalmente como observador, así como compañía para el director. La película contó con recursos limitados, se grabó en super 16 y se buscó a propósito, por las características de la película y de las locaciones, contar con un equipo de filmación reducido y flexible. Trueba buscaba un cierto tono de cinéma vérité que no había practicado hasta entonces, por lo cual grabaron sin interrumpir el tráfico ni cerrar el paso a personas ajenas a la película. Durante la filmación, Trueba tuvo en mente las películas Paths of Glory, de Stanley Kubrick; la segunda mitad de Sierra de Teruel, de André Malraux y Max Aub; y Canciones para después de una guerra, de Basilio Martín Patino.
Se utilizaron varias localizaciones de la historia real de la Provincia de Gerona, el puente de Gerona, en el bar Bistrot y en edificios de la ciudad, bosques de la zona y el santuario del Collell, que fue utilizado como cuartel y desde 1938 como cárcel. En la ciudad de Madrid se rodó en la cuesta de Moyano. También se rodó en el verdadero lugar donde se realizó el fusilamiento del Collell, que descubrieron la productora Cristina Huete junto a la directora de producción, Jessica Berman, gracias a un anciano del lugar, que en la época del fusilamiento era sólo un niño y tuvo que ayudar a enterrar los cuerpos en el lugar. Esta localización era desconocida hasta entonces tanto para Trueba como para Cercas. Allí grabaron algunos momentos y recreaciones de historias que les habían contado personas cercanas a los hechos, como la escena en que un soldado hace puntería disparando a la campana de la iglesia. También recrearon el encuentro del anciano con Huete y Berman, pero en lugar de ellas con Lola Cercas. También rodaron en el Mas de la Casanova, donde Sánchez Mazas se refugió con «los amigos del bosque». Un pequeño equipo también fue a grabar a Dijon en el este de Francia.
Para el casting de la escena del fusilamiento se presentaron más de mil extras provenientes de los alrededores, de distintas edades y ocupaciones; finalmente se escogió a cincuenta de ellos, siendo seleccionados principalmente por la expresividad de sus rostros, y que se mostraron muy comprometidos con el rodaje. La escena se grabó un día de lluvia torrencial, y debió extenderse al día siguiente, al cual pudieron asistir cuarenta y cinco de los extras. Al finalizar la grabación, por su compromiso les pagaron el doble de lo presupuestado. Al rodaje de esta escena asistieron para hacer una nota el periodista de El País, Ángel Sánchez Harguindey, junto al fotógrafo Jordi Socías.
Como apoyo documental para la película, Trueba grabó a varios expertos en Sánchez Mazas, tales como Marino Gómez-Santos, José Carlos Mainer, Carlos Sentís o al profesor de literatura Jordi Gracia.
El fotógrafo barcelonés David Airob tomó varias fotografías del rodaje, que finalmente se reunieron en el libro Diálogos de Salamina: Un paseo por el cine y la literatura, editado por Luis Alegre y acompañado por conversaciones entre Javier Cercas y David Trueba.

## Montaje
Durante el montaje, Trueba debió quitar varias escenas para poder sintetizar la trama o bien porque resultaban redundantes. El primer montaje tenía dos horas y veinte minutos de duración, que debían ser reducidos. Grabó a varios personajes reales que después tuvo que quitar, como es el caso de Miquel Aguirre —de quien sólo conservó la escena en que abre el portón de la iglesia— y el de María Ferré, quien también era interpretada de joven por la actriz Marta Marco. También decidió quitar las entrevistas realizadas a los expertos en Sánchez Mazas, decidiendo guardar ese material para el DVD.
Otra escena retirada fue la de una gitana cantando «Suspiros de España», o la del poeta Ángel González, quien ayudaba a describir los últimos momentos de la vida de Antonio Machado, al inicio de la película.

## Premios
Medallas del Círculo de Escritores Cinematográficos de 2003
| Categoría               | Persona              | Resultado |
| ----------------------- | -------------------- | --------- |
| Mejor película          | Mejor película       | Nominada  |
| Mejor director          | David Trueba         | Nominado  |
| Mejor actriz secundaria | María Botto          | Nominada  |
| Mejor fotografía        | Javier Aguirresarobe | Ganador   |
| Mejor guion adaptado    | David Trueba         | Nominado  |
| Mejor montaje           | David Trueba         | Ganador   |

La película fue candidata a 8 Premios Goya en el año 2004, aunque finalmente sólo obtuvo uno, el Goya a la mejor fotografía, que premiaba así el trabajo de Javier Aguirresarobe.

## Estreno en vídeo
En 2003, Warner Home Video(por un trato que tuvo con Lolafilms desde 2001 hasta expirar en 2005) estrenó Soldados de Salamina en VHS y DVD. Divisa Home Video(vía Vídeo Mercury Films, que adquirió en 2007 el catálogo de Lolafilms del Grupo Zeta) editó la película en DVD y por primera vez en Blu-ray el 9 de octubre de 2014